# Alberto Lembo
Alberto Paolo Lembo (Zevio, 28 luglio 1944 – Lonigo, 22 febbraio 2022) è stato un giornalista e politico italiano.

## Biografia
Laureato in scienze politiche, dal 1977 fu giornalista pubblicista. Collaboratore di vari periodici a partire dal 1973, scrisse un grande numero di articoli a sfondo storico. Fu altrettanto attivo come conferenziere. Studioso di storia militare, per il Museo storico italiano della guerra di Rovereto allestì due esposizioni su decorazioni e distintivi militari, curandone i cataloghi di mostra.

### Politica
Eletto alla Camera dei Deputati per la XII legislatura nel 1994, fu presidente della Commissione Agricoltura. Rieletto per la XIII legislatura nel 1996, fece parte della Giunta per il Regolamento e del Comitato per la legislazione, del quale fu presidente.
Il 23 aprile 1995 fu il candidato della Lega Nord per la Presidenza della Regione Veneto, ottenendo circa il 17,5%.
Alle elezioni provinciali del 6-7 giugno 2009, si candidò con la Democrazia Cristiana, nel collegio Padova I, dove la lista, coalizzata con PdL, LN e Partito Pensionati-AUA, ottenne lo 0,68% dei voti.
Fece parte della Lega Nord, della quale fu vicecapogruppo alla Camera nel 1996, successivamente di Alleanza Nazionale, poi della Democrazia Cristiana. Collaborò con Alleanza Monarchica.
Oltre agli altri compiti istituzionali, si occupò di onorificenze, partecipando alla Commissione consultiva per gli ordini cavallereschi non nazionali istituita presso il Ministero degli affari esteri e presiedendo, dal 2004, la Commissione di studio e aggiornamento per le onorificenze e le benemerenze della Repubblica della Presidenza del Consiglio. La sua attività nel campo degli ordini cavallereschi non nazionali furono tese al riconoscimento della validità di alcuni di essi e a considerarne fons honorum taluni discendenti dagli antichi capi delle dinastie che li crearono, anche se ora non regnanti: ad esempio circa le concessioni cavalleresche effettuate dai discendenti di Ferdinando IV, ultimo granduca di Toscana - morto nel 1908 - a proposito delle decorazioni che furono conferite dopo gli anni '70 del XX secolo, od anche a sostegno di una eventuale prosecuzione dell'Ordine dell'Aquila estense, istituito dall'ultimo duca di Modena. Le conclusioni e le tesi del Lembo circa la persistenza della fons honorum, e quindi della facoltà di concedere ordini cavallereschi, vennero ampiamente confutate senza che lo stesso riuscisse a giustificarsi . Ciò comportò un gravissimo problema circa le autorizzazioni a fregiarsi delle medesime onorificenze, ed ordini cavallereschi, concessi dai presunti granduchi di Toscana dopo la morte di Ferdinando IV di Toscana.
L'archivio personale politico fu da lui donato alla Biblioteca civica Bertoliana di Vicenza. Nel 2017 donò la propria collezione di oltre mille esemplari di Kappenabzeichen (distintivi militari) e stemmi dell'Impero austro-ungarico al Museo storico italiano della guerra di Rovereto.

### Morte
Morì a Lonigo il 22 febbraio 2022. Le esequie si tennero nella chiesa parrocchiale di Sarego, luogo dove risiedette.

## Opere

### Monografie
- Stemmi degli Stati italiani. Dal Risorgimento all'Unità, coll. I manuali di Storia, allegato a Storia illustrata, n. 221, aprile 1976.
- Con la Lega Nord per la nostra agricoltura, Sintagma, Torino, 1997.
- Mondialismo e resistenza etnica, Edizioni di Ar, Padova, 1999.
- Famiglie nobili e ville del Basso Vicentino, Giovani editori, Sossano, 2002.
- Kappenabzeichen. I distintivi militari austro-ungarici 1914-1918, con la collaborazione di Siro Offelli, Museo storico italiano della guerra, Rovereto, 2007.
- Il tenente von H., Aletti, Villalba di Guidonia, 2010, ISBN 978-88-6498-339-4.
- Elena di Leopoli, Aletti, Villalba di Guidonia, 2011, ISBN 978-88-6498-631-9.
- Anna Erizzo, Venexiana, Aletti, Villalba di Guidonia, 2011, ISBN 978-88-6498-628-9.
- Stars and bars, Aletti, Villalba di Guidonia, 2012, ISBN 978-88-591-0016-4.
- Contarina. Una donna del '500, Editori Veneti, Noventa Vicentina, 2012.
- Morire a Napoli, Istituto Nazionale per la Guardia d'Onore alle Reali Tombe del Pantheon, Roma, 2013, ISBN 978-88-904289-1-3.

### A cura di
- Storia e genealogia della famiglia Fracastoro, s.n., Verona, 1972.
- Storia e genealogia della famiglia Perez, s.n., Verona, 1973.
- Storia e genealogia della famiglia Ceni, Stamperia Valdonega, Verona, 1973 (con Renata Lembo Tibaldo).
- Storia e genealogia della famiglia Palazzi, s.n., Verona, 1973 (con Renata Lembo Tibaldo).
- Storia e genealogia della famiglia Noris, Stamperia Valdonega, Verona, 1974 (con Renata Lembo Tibaldo).
- Storia e genealogia della famiglia Majo-Orsini, Salvatorangelo Spanu, Torino, 1984.
- Sarego: storia e vita di un paese, Sarego! Associazione Pro Sarego, Sarego, 1987.
- Hercule de Sauclières, Il risorgimento contro la Chiesa e il Sud: intrighi, crimini e menzogne dei Piemontesi, Controcorrente, Napoli, 2003, ISBN 88-89015-03-9.
- Onore al merito. Onorificenze e decorazioni nella Prima guerra mondiale, Museo storico italiano della guerra, Rovereto, 2005.
- Segni distintivi. Kappenabzeichen militari e stemmi patriottici dell'Impero austro-ungarico (1914-1918). La collezione del Museo storico italiano della guerra, Museo storico italiano della guerra, Rovereto, 2017.

### Articoli
- Le "Pasque Veronesi", in Quaderni Padani, n. 9, gennaio-febbraio 1997, pp. 34-41.
- Mitteleuropa e Padania, in Quaderni Padani, n. 21, gennaio-febbraio 1999, pp. 3-8.
- La nobile scienza dell'araldica, in La Padania, rubrica Noi Padani,  28 febbraio-1 marzo 1999. p. 19.
- Araldica, il potere in uno stemma, in La Padania, rubrica Noi Padani, 7-8 marzo 1999, p. 19.
- La nobiltà dei popoli padani, in La Padania, rubrica Noi Padani,  14-15 marzo 1999, p. 19.
- I veri cardini della nobiltà padana, in La Padania, rubrica Noi Padani, 21-22 marzo 1999, p. 19.
- Legazioni pontificie, terre di antica nobiltà, in La Padania, rubrica Noi Padani, 28-29 marzo 1999, p. 19.
- La croce, simbolo araldico della fede, in La Padania, rubrica Noi Padani,  4-5 aprile 1999, p. 19.
- Croce di san Giorgio, simbolo della Padania, in La Padania, rubrica Noi Padani, 14-15 marzo 1999, p. 19.
- Negli stemmi, il volo millenario delle aquile, in La Padania, rubrica Noi Padani,  18-19 aprile 1999, p 19.
- Il leone, emblema di nobiltà e di forza, in La Padania, rubrica Noi Padani, 25-26 aprile 1999, p. 19.
- Il giglio, l'emblema della tradizione, in La Padania, rubrica Noi Padani, 9-10 maggio 1999, p. 19.
- La rinascita di un'araldica europea, in La Padania, rubrica Noi Padani, 16-17 maggio 1999, p. 19.
- Proposte per un'araldica padana, in La Padania, rubrica Noi Padani, n. 120, 23-24 maggio 1999, p. 19
- I militari lombardi e veneti nell'Imperial Regio Esercito (1848-1866), in Quaderni Padani, n. 40, marzo-aprile 2002, pp. 10-16.
- lI crancelino di Sassonia nell'arma dei vicentini conti da Porto, in Atti della Società Italiana di Studi Araldici, 20-21. Convivio, s.n., s.l., 2004?, pp. 245-249.
- Francesco Giuseppe garante dell'autonomia e dell'identità dei popoli, in A. Lembo et alt., Memoria Regis. Atti del VI Convegno di Studi Mitteleuropei nel XC Anniversario del Pio Transito di S.M.I. & R.A. l'Imperatore Francesco Giuseppe I, pref. di Diego e Mauro Zoia, Fondazione Cajetanus, Global Print, Gorgonzola, 2007, pp. 17-36.
- Perché il crancelino nello stemma di un ramo dei Conti Da Porto di Vicenza?, in Nobiltà: rivista di araldica, genealogia, ordini cavallereschi, anno 24, n. 135, novembre-dicembre 2016, pp. 559-568.
- I trattati di pace 1919-1920, in Nobiltà: rivista di araldica, genealogia, ordini cavallereschi, Istituto araldico genealogico italiano, n. 149, marzo-aprile 2019, pp. 213-234.

### Prefazioni
- Emilio Diedo, Giuseppe Contarino, Spicchi di specchio, prefazione dell'on.le Alberto Lembo, Este, Ferrara, 2010, ISBN 978-88-96604-16-8.